# Tekna (Marroc)
Tekna (en àrab ثكنة, Takna; en amazic ⵜⴽⵏⴰ) és una comuna rural de la província de Sidi Kacem, a la regió de Rabat-Salé-Kenitra, al Marroc. Segons el cens de 2014 tenia una població total de 7.068 persones.